# 有線電視／奇妙電視外購劇集列表
【C】= 中國大陸 ，【H】= 香港 ，【T】= 台灣 ，【J】= 日本 ，【K】= 韓國 ，【U】= 歐美 ，【O】= 其他。
本條目列出所有香港有線電視的外購電視劇。

## 有線劇集台
- 2013年6月1日啟播

## 有線第1台

### 曾播放劇集
- 【K】1%的可能性
- 【K】意麵情迷
- 【C】小爸爸
- 【T】七年之癢
- 【C】恭親王
- 【C】我要幸福
- 【C】我們結婚吧!
- 【K】劍花緣
- 【K】結婚三次的女人
- 【K】馬醫
- 【T】愛上花心男
- 【C】A貨貴公主
- 【C】新戀愛時代
- 【J】刑偵相棒（第十二季）
- 【K】信有明天
- 【J】上帝！請給我多點時間
- 【J】刑警的目光（日语：刑事のまなざし#テレビドラマ）
- 【K】A貨貴公子
- 【K】囧男復活大作戰
- 【C】摩登新人類
- 【C】跟我的前妻談戀愛
- 【K】我要做個有錢人
- 【C】楊貴妃
- 【C】天師鍾馗
- 【J】刑偵相棒終極回歸
- 【K】浪漫小鎮
- 【H】補習天后
- 【K】市政辛女皇
- 【K】他們的世界
- 【K】奪寶誘心人
- 【K】白色巨塔
- 【K】食客
- 【K】我係金三珣
- 【K】藍色生死戀
- 【J】為食神探2
- 【K】聖誕會下雪嗎
- 【J】巨星女婿
- 【K】一枝梅
- 【K】浪漫滿屋
- 【K】拜託小姐
- 【K】潮拜惡魔
- 【K】快刀洪吉童
- 【J】大和撫子
- 【J】美女與野獸
- 【C】諜戰之密使一號
- 【C】中國式離婚
- 【K】守護Boss
- 【C】大丫鬟
- 【J】心理追兇
- 【K】我女友是九尾狐
- 【J】IQ刑警
- 【K】My Girl至愛大話精
- 【K】悠長嫁期之熟女告急
- 【C】和空姐一起的日子
- 【K】摘星情緣
- 【K】戀人大聯盟
- 【C】還珠格格（第一輯至第二輯）
- 【C】雍正王朝
- 【C】康熙帝國
- 【C】婚姻保衛戰
- 【C】鐵齒銅牙紀曉嵐（第一輯至第三輯）
- 【C】金玉滿堂
- 【C】康熙微服私訪記（第二輯至第四輯）
- 【T】愛就宅一起
- 【T】霹靂MIT
- 【T】翻滾吧！蛋炒飯
- 【J】黑皮革手帳
- 【C】亮劍
- 【J】救急病棟24小時（第二至四輯）
- 【C】潛伏
- 【J】白色巨塔
- 【J】午餐女王
- 【J】OL大作戰
- 【C】新大宅門
- 【C】乾隆帝國之天下糧倉
- 【C】三國演義
- 【K】魔女遊戲
- 【J】我Miss係大佬（第三輯）
- 【J】變身特派員（日语：特命係長・只野仁#テレビドラマ#）（第一至四輯）
- 【J】欺詐遊戲
- 【J】護士小葵（日语：Ns'あおい (テレビドラマ)）
- 【C】武則天
- 【J】少爺型警
- 【J】閃閃研修醫（日语：きらきら研修医#テレビドラマ#）
- 【J】人生補時
- 【K】迷離「韓」夜（第一輯至第二輯）
- 【O】朱古力之戀
- 【K】狗與狼的時間
- 【K】為你微笑
- 【K】不良家族
- 【J】7人女律師（第一輯至第二輯）
- 【J】熟女起革命
- 【C】狼毒花
- 【J】蜂蜜與四葉草
- 【K】簡單愛
- 【K】非常性診所
- 【J】我家有個愛迪生
- 【J】女人愛鬥大
- 【T】轉角遇到愛
- 【C】太極宗師
- 【K】咖啡王子
- 【K】甜心女當家
- 【T】美味關係
- 【K】女人最強
- 【J】鐵板少女
- 【K】黃手帕
- 【K】我愛流氓老師
- 【K】大力女都奉順
- 【K】浪漫醫生金師傅
- 【K】傻瓜媽媽
- 【K】安托萬夫人
- 【K】為純情著迷
- 【K】成均館緋聞
- 【K】失憶大狀
- 【K】結婚契約
- 【K】總理與我
- 【K】美女孔心
- 【K】美女的誕生
- 【K】真的愛你
- 【K】命運在我手
- 【K】緣來一家人
- 【K】奇皇后
- 【K】活出彩虹
- 【K】難得有情人
- 【K】韓宮．華麗孽緣
- 【K】我係張寶利
- 【K】出軌夫妻
- 【K】酒店之王
- 【K】燦爛的遺產
- 【K】仁粹大妃
- 【K】別有用心的單身女
- 【K】鑽石人生
- 【K】百年麵館
- 【K】最強醫生
- 【K】天命
- 【K】主君的太陽
- 【K】聽見你的聲音
- 【K】君主的女人 ‧ 張玉貞
- 【C】清宮奇女子．甄嬛傳
- 【K】7級公務員
- 【K】哎吔三個爸
- 【J】機械夢情人
- 【J】懸案
- 【C】鐵梨花
- 【J】刑偵相棒(第十季)
- 【K】Sign法證狂人
- 【J】江~戰國三公主~
- 【K】屋塔房王世子
- 【C】唐宮美人天下
- 【J】絕對零度(劇場版)
- 【J】絕對零度
- 【K】最佳愛情
- 【K】薯童謠
- 【K】新城市獵人
- 【C】母儀天下
- 【C】國色天香
- 【C】媳婦的美好時代
- 【K】濟眾院
- 【K】九尾狐傳
- 【C】漢武大帝
- 【C】八星報喜賜良緣
- 【K】奪命任務
- 【K】媽媽．無所畏懼

## 香港有線電視娛樂台/高清娛樂台

### 曾播放劇集
- 【K】我係金三珣
- 【J】我要做空姐
- 【J】醜女變天使（日语：ブスの瞳に恋してる#ドラマ版）
- 【K】狗與狼的時間
- 【K】魔女遊戲
- 【J】女人愛鬥大
- 【J】欺詐遊戲(第一輯)
- 【J】壽司王子（日语：スシ王子!）
- 【J】漫畫怪男
- 【J】熟女起革命
- 【J】我家有個愛迪生
- 【K】非常性診所
- 【K】簡單愛
- 【K】快刀洪吉童
- 【J】孃王
- 【J】少爺型警
- 【J】這裡有個謎
- 【J】我Miss係大佬(第三輯)
- 【K】一枝梅
- 【J】人生補時
- 【T】霹靂MIT
- 【J】閃閃研修醫（日语：きらきら研修医#テレビドラマ#）
- 【K】食客
- 【J】护士小葵（日语：Ns'あおい (テレビドラマ)）
- 【K】奪寶誘心人
- 【J】緊急候命(第一輯)
- 【J】OL大作戰
- 【K】摘星情緣
- 【K】市政辛女皇
- 【K】潮拜惡魔
- 【K】浪漫滿屋
- 【J】Voice: 法證新世代
- 【K】拜託小姐
- 【J】孃王Virgin
- 【K】藍色生死戀
- 【K】聖誕會下雪嗎?
- 【C】潛伏
- 【K】悠長假期之熟女告急
- 【J】救急病棟24小時(第四輯)
- 【C】大丫鬟
- 【K】灰姑娘復仇記
- 【K】魔女遊戲
- 【J】少爺型警
- 【J】這裡有個謎
- 【K】咖啡王子
- 【T】翻滾吧！蛋炒飯
- 【J】花痴刑警 - 柴虎
- 【K】他們的世界
- 【J】庶務二課
- 【K】狗與狼的時間
- 【J】為食神探(第一輯至第二輯)
- 【J】大和撫子
- 【T】愛就宅一起
- 【J】午餐女王
- 【J】變身特派員（日语：特命係長・只野仁#テレビドラマ#）(第一輯至第四輯)
- 【C】中國式離婚
- 【C】漢武大帝
- 【C】天師鍾馗
- 【C】鐵齒銅牙紀曉嵐(第一至三輯)
- 【C】婚姻保衛戰
- 【C】楊貴妃
- 【C】和空姐一起的日子
- 【K】我要做個有錢人
- 【K】My Girl至愛大話精
- 【J】欺詐遊戲(第一至二輯)
- 【C】金玉滿堂
- 【C】人間正道是滄桑
- 【C】跟我的前妻談戀愛
- 【U】逃(第一季)
- 【C】媳婦的美好時代
- 【C】手機
- 【C】諜戰之密使一號
- 【J】流星
- 【C】摩登新人類
- 【K】金錢誘罪
- 【K】浪漫小鎮
- 【K】守護Boss
- 【K】新城市獵人
- 【K】我女友是九尾狐
- 【J】
- 【J】
- 【J】Q.E.D.證明終了
- 【J】變身特派員（日语：特命係長・只野仁#テレビドラマ#）(第四輯)
- 【J】Untouchable：黑幕大搜查
- 【J】刑偵相棒(第八季)
- 【J】MPU失蹤人口調查科
- 【J】名偵探淺見光彥最終章（日语：浅見光彦〜最終章〜）
- 【O】通天神探梅鐸（英语：Murdoch Mysteries）
- 【J】絕對零度
- 【J】刑偵相棒終極回歸(第九季)
- 【J】IQ刑警
- 【J】罪證解碼
- 【J】懸案
- 【J】絕對零度(劇場版)
- 【J】絕對零度2
- 【J】最終嫌疑犯（日语：警視庁継続捜査班）
- 【J】刑偵相棒(第十季)
- 【U】神探阿蒙(第一輯至第三輯)
- 【T】「硬」漢速成班
- 【U】「謎」失（英语：Vanished (TV series)）
- 【C】幸福的眼淚
- 【T】美味關係
- 【H】火速救兵(香港電台電視部與香港消防處聯合製作)
- 【H】火速救兵II(香港電台電視部與香港消防處聯合製作)
- 【J】絕對零度之動物殺機
- 【J】絕對零度之最終犯
- 【C】狼毒花
- 【C】血色殘陽
- 【C】三國演義
- 【C】亮劍
- 【C】康熙微服私訪記(第一輯至第四輯)
- 【C】乾隆帝國之天下糧倉
- 【C】大宅門
- 【C】武則天
- 【C】太極宗師
- 【C】康熙帝國
- 【C】雍正王朝
- 【C】還珠格格(第二輯)
- 【H】補習天后
- 【H】廉政行動2011(香港電台電視部與廉政公署聯合製作)
- 【J】庶務二課(第一輯至第二輯)
- 【J】金田一少年事件簿(第一輯至第三輯)
- 【J】愛情「寶」品
- 【O】叱吒風雲
- 【T】將心比心
- 【J】東京愛的故事
- 【J】同一屋簷下(第一輯至第二輯)
- 【J】叛逆學生妹
- 【J】白色巨塔
- 【J】富豪刑事(第一輯至第二輯)
- 【J】跳躍大搜查線
- 【J】救急病棟24小時(第一輯)
- 【J】我Miss係大佬(第一輯至第二輯)
- 【J】網球甜心
- 【J】魔女的條件
- 【J】最後的聖誕
- 【J】美女與野獸
- 【J】相睇結婚
- 【K】這該死的愛情
- 【K】哈佛愛情故事
- 【K】再愛你一次
- 【T】真命天女
- 【T】惡靈05
- 【T】東方茱麗葉
- 【J】7人女律師(第一至二輯)
- 【J】鬼來電
- 【J】鐵板少女
- 【J】時限警察(第一輯至第二輯)
- 【T】轉角遇到愛
- 【K】不良家族
- 【K】我愛流氓老師
- 【K】甜心女當家
- 【O】朱古力之戀
- 【K】為你微笑
- 【K】女人最強
- 【K】黃手帕
- 【J】一千萬零十二夜
- 【K】愛上女主播
- 【U】神探福爾摩斯(第一輯至第二輯)(Sherlock Holmes：The Return of Sherlock Holmes – 1986)(The Return of Sherlock Holmes - 1988 / The Case-Book of Sherlock Holmes - 1991)
- 【U】福爾摩斯大顯神通(The Memoirs of Sherlock Holmes - 1994)
- 【J】黑皮革手帳
- 【K】戀人大聯盟

## 有線綜合娛樂台
- 2019年12月3日啟播